# 킹 다이아몬드
킴 벤딕스 페테르센(Kim Bendix Petersen, 1956년 6월 14일 ~ )은 예명 킹 다이아몬드(King Diamond)로 잘 알려진 덴마크의 싱어송라이터이다. 머시풀 페이트와 킹 다이아몬드의 리드 보컬이며 넓은 음역대의 가성을 사용하는 것으로 널리 알려져있다.